# Albanova (comune)
Albanova è stato un comune italiano nella provincia di Napoli, esistito dal 1928 al 1946.

## Storia
Il comune venne creato nel 1928 dalla fusione di Casal di Principe e San Cipriano d'Aversa, due comuni che all'epoca erano inclusi nel circondario di Caserta e collocati nel II mandamento di Aversa, nella provincia di Terra di Lavoro, soppressa nel 1927 durante il regime fascista. Il comune di San Cipriano d'Aversa comprendeva anche l'odierna Casapesenna, che entrò a far parte del comune di Albanova.
Il comune di Albanova fu istituito per volere di Benito Mussolini, l'intenzione era quella di dare una precisa risposta alla criminalità organizzata, ma le speranze, e la nuova alba, ebbero vita breve, nel 1945 il comune passò alla ricostituita provincia di Caserta., e l'anno successivo venne disciolto, restaurando i due comuni preesistenti.
Una stazione ferroviaria e una squadra di calcio mantengono ancora il nome del comune soppresso.

## Infrastrutture e trasporti
Fra il 1912 e il 1960 il comune era collegato con Napoli mediante la tranvia Aversa-Albanova, costruita per iniziativa della società belga Société Anonyme des Tramways Provinciaux (SATP).
Dal 1928 il comune è inoltre servito dalla stazione di Albanova, situata lungo la ferrovia Roma-Formia-Napoli e tuttora attiva.